# Seis de septiembre
Los Seis de septiembre son un grupo de seis miembros de La Iglesia de Jesucristo de los Santos de los Últimos Días que fueron excomulgados o disciplinados en septiembre de 1993, por presuntamente publicar material académico contrario o crítico hacia la doctrina oficial de la Iglesia y sus líderes. El término fue popularizado por el Salt Lake Tribune, un periódico de Utah.

## Individuos

### Lynne Kanavel Whitesides
Lynne Kanavel Whitesides es una feminista mormona conocida por hablar abiertamente de la Madre Celestial. Fue la primera del grupo en ser disciplinada por la Iglesia y la única que no fue excomulgada, en su lugar fue suspendida de sus derechos el 14 de septiembre de 1993. A pesar de eso, ella se siente "agradecida con Dios por haber sido expulsada" y se considera practicante de filosofías nativas americanas.

### Avraham Gileadi
Avraham Gileadi es un erudito del idioma hebreo, conocido por sus análisis literarios sobre el Libro de Isaías. Su obra ha sido elogiada por eruditos mormones como Hugh Nibley, bajo cuya supervisión obtuvo un doctorado sobre estudios antiguos en la BYU.
Fue excomulgado de la Iglesia el 15 de septiembre de 1993, aunque tres años más tarde fue bautizado de nuevo. Actualmente es miembro activo y continúa publicando material sobre Isaías, y como dice él: "nunca he sentido en mi corazón que haya tenido un espíritu apóstata".

### Paul Toscano
Paul Toscano es un abogado de Salt Lake City, autor junto a su esposa Margaret de un controversial libro en 1990, Strangers in Paradox: Explorations in Mormon Theology, el cual, entre otras cosas, abogaba por la ordenación de las mujeres al Sacerdocio.
Fue excomulgado el 19 de septiembre de 1993. Diez años después dijo haber perdido la fe "como perder la vista luego de un accidente".

### Maxine Hanks
Maxine Hanks es una feminista mormona, conocida por publicar una antología de ensayos sobre el rol de la mujer en el mormonismo, titulada Women and Authority: Re-emerging Mormon Feminism. Fue excomulgada el 19 de septiembre de 1993. En 2012 fue bautizada de nuevo, luego de un recorrido por diferentes prácticas y enseñanzas cristianas.

### Lavina Fielding Anderson
Lavina Fielding Anderson es una escritora y feminista mormona. Fue editora de la revista oficial de la Iglesia en inglés Ensign y del Journal of Mormon History, una publicación sobre estudios mormones. También es la autora de uno de los ensayos de la antología de Maxine Hanks. 
Fue excomulgada el 23 de septiembre de 1993 aparentemente debido a la publicación del artículo The LDS Intellectual Community and Church Leadership: A Contemporary Chronology, donde exponía varios casos en los que el liderazgo de la Iglesia había tenido conflictos con la comunidad intelectual. A pesar de haber sido excomulgada permanece activa en la Iglesia y en 2020 escribió Mercy Without End: Toward a More Inclusive Church, un libro sobre la igualdad de género y la inclusión.

### D. Michael Quinn
D. Michael Quinn fue un historiador especializado en la historia de la Iglesia. Publicó libros que trataban temas controversiales como la Poligamia, la influencia de la superstición en los fundadores del movimiento y la crisis de sucesión luego de la muerte de José Smith. Trabajó para la Iglesia como profesor en la BYU y como asistente de Leonard J. Arrington. Se declaró homosexual en 1985.
Fue excomulgado el 26 de septiembre de 1993.